# عصام السقا
عصام السقا ممثل، مونتير مصري ولد في مدينة ملوي، شارك في العديد من المسلسلات.

## السيرة الذاتية
بدأ مشواره الفني عام 2009 عمل مساعد مونتير في فيلم ولاد العم (فيلم)، الديلر (فيلم)، بلبل حيران ثم شارك الفنان أحمد السقا في فيلم الجزيرة (فيلم) الذي قدم من خلاله دور مذيع، في موسم رمضان 2015 شارك مرة أخرى الفنان أحمد السقا في مسلسل ذهاب وعودة.

## أعماله الفنية
| سنة الإنتاج | المسلسل / الفيلم | بمشاركة                                           |
| ----------- | ---------------- | ------------------------------------------------- |
| 2010        | لحظات حرجة 2     | إنجي المقدم - أحمد راتب - صفاء الطوخي             |
| 2011        | إكس لارج         | أحمد حلمي - دنيا سمير غانم - إيمي سمير غانم       |
| 2014        | الجزيرة 2        | أحمد السقا - خالد صالح                            |
| 2015        | ذهاب وعودة       | أحمد السقا - ياسر جلال                            |
| 2016        | يونس ولد فضة     | عمرو سعد - هبة مجدي - إلهام عبد البديع            |
| 2017        | ولاد تسعة        | نيكول سابا - خالد سليم (مغني) - خالد زكي          |
| 2017        | الحصان الأسود    | أحمد السقا - محمود حجازي - ياسمين صبري            |
| 2019        | كلبش             | أمير كرارة - محمود البزاوي                        |
| 2020        | فرصة تانية       | أحمد مجدي - ياسمين صبري                           |
| 2021        | ضل راجل          | ياسر جلال-نور-محمود عبد المغني-نرمين الفقي        |
| 2021        | كوفيد 25         | يوسف الشريف-أحمد صلاح حسني-أيتن عامر-إدوارد       |
| 2022        | يوتيرن           | ريهام حجاج - عبير صبري - كريم قاسم                |
| 2022        | الإختيار 3       | ياسر جلال - أحمد عز - كريم عبدالعزيز - أحمد السقا |
| 2023        | جعفر العمدة      | محمد رمضان - هالة صدقي - أحمد داش                 |
| 2023        | العودة           | شريف سلامة - تارا عماد                            |
| 2024        | الإسكندراني      | أحمد العوضي                                       |
| 2024        | صدفة             | ريهام حجاج - خالد الصاوي                          |
| 2024        | نور              | يوسف الخال - كارمن بصيبص                          |
| 2025        | فهد البطل        | احمد العوضي - ميرنا نور الدين - لوسي              |
| 2025        | إش إش            | مي عمر - ماجد المصري - هالة صدقي                  |

مسلسل اش اش رمضان 2025